# 峻德站
峻德站，位于中华人民共和国黑龙江省鹤岗市东山区，是峻德铁路上的火车站，建于1926年，由哈尔滨铁路局管辖。

## 車站周邊
- 中煤牡丹江焦化有限责任公司鹤岗分公司
- 中海石油华鹤煤化有限公司

## 歷史
- 建于1926年。

## 外部連結
- 中国铁路客户服务中心 （页面存档备份，存于）